# Richard Caton
Richard Caton (ur. 1842, zm. 1926) – angielski lekarz i naukowiec. Wniósł istotny wkład w odkrycie natury elektrycznej mózgu.

## Życiorys
W lipcu 1875 Caton przedstawił przed Brytyjskim Towarzystwem Medycznym (BMA) w Edynburgu doniesienie o zastosowaniu galwanometru w celu pomiarów aktywności elektrycznej kory mózgowej zwierząt.
W czasopiśmie medycznym „British Medical Journal” Caton opublikował opisy eksperymentów na mózgach psów i małp, którym umieszczał elektrodę jednobiegunową na powierzchni czaszki. Galwanometr zarejestrował zmiany potencjału elektrycznego wywołane aktywnością neuronów kory mózgowej. Stwierdzono wyraźne różnice potencjału, wzrastające w czasie snu i przed śmiercią, po śmierci coraz słabsze do zaniku.
Dzięki swoim badaniom Richard Caton położył fundamenty pod odkrycie fal alfa w mózgu człowieka, dokonane przez niemieckiego neurologa Hansa Bergera, pioniera elektroencefalografii. W wydanej w 1929 pracy H. Berger przytoczył badania Catona.
W swojej ojczyźnie jest lepiej znany jako nadburmistrz Liverpoolu w latach 1907/1908.
Odkrycia aktywności elektrycznej mózgu dokonał niezależnie od Catona polski uczony Adolf Beck w 1890 r. (odkrycie Catona nie było wówczas znane poza Wielką Brytanią).